# Vicariat apostolique de Guapi
Le vicariat apostolique de Guapi (en latin : Vicariatus Apostolicus Guapiensis ; en espagnol : Vicariato apostólico de Guapi) est un vicariat apostolique de l'Église catholique en Colombie directement soumis au Saint-Siège.

## Territoire

Il comprend les municipalités de Guapi, López de Micay et Timbiquí du département du Cauca et la municipalité de Santa Bárbara dans le département de Nariño ce qui correspond à un territoire d'une superficie de 10 000 km2 divisé en 10 paroisses.
Le siège épiscopal est dans la ville de Guapi où se trouve la cathédrale de l'Immaculée-Conception.

## Historique
La préfecture apostolique de Guapi est érigée le 5 avril 1954 par la constitution apostolique Quemadmodum providus du pape Pie XII en prenant une partie du territoire de la préfecture apostolique de Tumaco (aujourd'hui diocèse de Tumaco). La mission d'évangélisation est confiée aux franciscains.
Le 29 octobre 1999, il reçoit du diocèse de Tumaco la municipalité de Santa Bárbara. Le 23 janvier 2001, la préfecture apostolique est élevée au vicariat apostolique par la constitution apostolique Cum Praefectura Apostolica du pape Jean-Paul II.

## Évêques
- José de Jesús Arango, O.F.M (23 avril 1954 - 6 décembre 1969)
- José Miguel López Hurtado, O.F.M (28 novembre 1969 - 10 juin 1982)
  - Sede vacante (1982-1985)
- Alberto Lee López, O.F.M (8 mars 1985 - 3 décembre 1992)
- Rafael Morales Duque, O.F.M (5 mai 1994 - 13 février 2001)
- Hernán Alvarado Solano (13 février 2001 - 31 janvier 2011)
- Carlos Alberto Correa Martínez (3 décembre 2013 - 19 mars 2024)
- Alfonso García López (depuis le 14 juin 2025)